# Serviço Nacional de Informações
O Serviço Nacional de Informações (SNI) foi criado pela lei nº 4.341 em 13 de junho de 1964 com o objetivo de supervisionar e coordenar as atividades de informações e contrainformações no Brasil e exterior. Em função de sua criação, foram absorvidos o Serviço Federal de Informações e Contrainformação (SFICI-1958) e a Junta Coordenadora de Informações (JCI-1959).
O SNI funcionava como um órgão de espionagem da ditadura. Na Comissão da Verdade de 2018, a UFSC revelou que a mesma montou a AESI (Assessoria de Segurança e Informação) dentro da universidade para espionar alunos e professores e repassar as informações ao SNI. Segundo o professor Pedro Henrique Pedreira Campos, do Departamento de História e Relações Internacionais da Universidade Federal Rural do Rio de Janeiro (UFRRJ), o SNI ajudou a encobrir casos de corrupção da ditadura militar e criou a percepção no público de que os governantes militares eram menos corruptos, quando na verdade os casos criminosos eram escondidos.
Sua extinção se deu pelo presidente Fernando Collor, logo após sua eleição, substituindo-a pelo Departamento de Inteligência da Secretaria de Assuntos Estratégicos (DI/SAE) da Presidência da República. No governo de Itamar Franco, o Departamento foi elevado à condição de Subsecretaria de Inteligência (SSI).
A Agência Brasileira de Inteligência (ABIN) foi criada em 1999 pelo presidente Fernando Henrique Cardoso, desenvolvendo operações que eram responsabilidade do SNI.

## O idealizador e primeiro chefe
O General Golbery do Couto e Silva foi o idealizador do SNI quando trabalhava no Instituto de Pesquisas e Estudos Sociais, IPES. Os fichários (Cerca de três mil dossiês) com as informações das principais lideranças políticas, sindicais e empresariais do país foram absorvidos pelo serviço.

## Estrutura
A estrutura do SNI era composta pelo chefe, que tinha status de ministro, o poder de ação e decisão era imenso, de suas apreciações poderiam emanar atitudes do chefe de Estado das mais diversas, desde mandar investigar um suspeito, até expurgá-lo do país.
O Serviço Nacional de Informações acumulava fichas técnicas de pessoas consideradas suspeitas.

## Agência central
O SNI coordenava as atividades de forma centralizada, absorvendo as informações provindas de todos os escritórios e agências, catalogando-as, processando-as, separando informes de informações, e enviando aos escritórios competentes para posterior utilização, ou arquivamento.

## Agências regionais
Agiam de maneira similar à agência central, porém com informações ao nível regional. Como a coleta de informações neste nível era descentralizada, seu processamento também o era, desta forma, com o controle pulverizado, uns controlavam aos outros mais eficientemente.

## Escritórios
Havia escritórios espalhados por todo o país, para coletar os informes e informações e remetê-los às instâncias superiores. Os escritórios coordenavam o trabalho dos agentes, "cachorros" e "secretas".
- Cachorros eram agentes que não eram remunerados, agiam de forma voluntária sempre esperando algum tipo de favorecimento resultante de suas ações. Muitos cachorros eram funcionários públicos que obtinham cargos de confiança de Brasília em troca das informações que colhiam de seus colegas e parentes de seus colegas.
- Os secretas eram agentes remunerados e treinados pelo SNI, em geral eram infiltrados nos mais diversos setores da administração pública e privada. Muitos destes agentes agitavam os grupos onde se encontravam na busca de prováveis lideranças que deveriam ser neutralizadas.
- Era comum a presença de secretas e cachorros, principalmente em escolas, faculdades, universidades, empresas estatais, autarquias, etc. Uns desconheciam a presença e atuação de outros, gerando assim um controle eficaz por parte do escritório central, que reunia as informações e informes trazidos pelos dois grupos de agentes.

Aos dez anos desde sua fundação, a propriedade do SNI em Brasília correspondia a mais de 200 mil metros de gramado. No local, funcionava a Escola Nacional de Informações (EsNI) desde 1971, equipada com um dos melhores laboratórios de línguas do Brasil, academia de tiro subterrânea e uma emissora de televisão. A Agência Central do Serviço ainda dispunha de um avançado sistema de computadores do modelo IBM - 360/115, trazido ao país ilegalmente. Era lá que ficavam armazenadas as fichas - Levantamento de Dados Biográficos (LDBs).

## Secretarias
Seguindo ao mesmo sistema adotado pela CIA norte-americana, ainda havia várias secretarias compondo ao SNI, muitas paralelas aos escritórios e agências para evitar a perda de informações e aumentar a vigilância mútua, minimizando desta forma as infiltrações de possíveis agentes inimigos.

### Secretaria administrativa
Era responsável pela burocracia, contas a pagar, folhas de pagamento de salários, distribuição e prestações de contas, não atuava em vigilâncias, nem tomava decisões que não fossem meramente administrativas.

### Secretaria política
Vigiava atividades partidárias em todo o país, os parlamentares e suas famílias; observava os procedimentos e andamento de processos de vigilância, ao mesmo tempo vigiava os próprios agentes contra possíveis traições. Esta secretaria coordenava as atuações dos "secretas" além dos agentes de carreira.

### Secretaria econômica
Vigiava as transações das empresas privadas, bancos, transações comerciais dentro e fora do país, governamentais, ou não; controlava os dados da secretaria administrativa, pagamentos, despesas, e prestações de contas de toda ordem, vigiava a entrada e saída de moeda estrangeira no país.

### Secretaria ideológica
Sempre com agentes infiltrados, acompanhava de perto a subversão e subversivos, doutrinava os "agentes cachorros" quanto à coleta de informações, angariava voluntários em troca de favores para agir em nome da segurança nacional; vigiava de muito perto a guerrilha, aos clandestinos e todos aqueles que eram vistos como opositores do regime militar; vigiava às demais secretarias quanto ao pensamento ideológico de seus componentes; tinha agentes voluntários (cachorros) infiltrados em praticamente todas as escolas e universidades do Brasil.

### Secretaria psicossocial
Tinha a função de vigiar as atividades das igrejas, em especial a católica; manipulava a imprensa através da criação de condições para a inserção de propaganda institucional em todos os meios de comunicação; infiltrava agentes em sindicatos, escolas, universidades, repartições públicas, entidades de classe, entre outros segmentos da sociedade; tinha liberdade de ação para criar sistemas de manipulação das massas com veiculação e criação de factoides e notícias de contrainformação; suas atividades no campo da manipulação do pensamento visavam a desestabilização psicológica causando pânico e desconfianças em prováveis subversivos infiltrados na máquina ditatorial; usavam do experimentalismo para aumentar o alcance de sua ação dentro do terreno adversário, criando sabotagens e condições para que o "inimigo interno" se desunisse e criasse entre si os justiçamentos.

## Assessorias
As assessorias eram desvinculadas das secretarias, porém as vigiavam, e por elas eram vigiadas, os métodos utilizados eram bastante simples, como pelo próprio sistema havia a desconfiança de uns contra os outros, a agência central plantava agentes em praticamente todas as repartições, coletando informações das atividades múltiplas.

#### Assessorias de Segurança e Informações (ASIs)
Eram órgãos de informações das entidades subordinadas ou vinculadas aos ministérios, como empresas estatais e autarquias, e tinham agentes para a coleta de dados e remessa ao órgão central, visando um maior controle.
Instituições tão díspares como o Banco do Brasil, Fundação Oswaldo Cruz e Companhia Vale do Rio Doce, Fundação Getúlio Vargas, Biblioteca Nacional, entre outras tinham suas atividades, e a de seus funcionários, acompanhadas pelas ASIs.
As ASIs coletavam e repassavam informações sobre atividades políticas de funcionários e dirigentes de estatais, autarquias, fundações, companhias de economia mista e até mesmo empresas privadas que atuavam em projetos tidos como de interesse do Estado, como empresas de engenharia, computação e tudo o mais que fosse considerado importante para a Segurança Nacional.

#### Divisões de Segurança Nacional (DSIs)
Eram órgãos centrais de informações em um ministério civil, neles também eram coordenadas ações de coletas de dados, para envio à agência central.

## Lista de chefes do SNI
- Golbery do Couto e Silva (25 de junho de 1964 – 15 de março de 1967);
- Emílio Garrastazu Médici (17 de março de 1967 – 28 de março de 1969);
- Carlos Alberto da Fontoura (14 de abril de 1969 – 15 de março de 1974);
- João Figueiredo (15 de março de 1974 – 14 de junho de 1978);
- Octávio Aguiar de Medeiros (15 de junho de 1978 – 15 de março de 1985);
- Ivan de Souza Mendes (15 de março de 1985 – 15 de março de 1990).

Destes apenas o último serviu a um governo não militar tendo sido também o derradeiro chefe do órgão. Quanto ao general Newton Cruz, este foi diretor da agência central do órgão em Brasília e não diretor do SNI.

## A atividade desenvolvida pelo SNI
Algumas das atividades do SNI eram os grampos telefônicos ("sangrar linhas"), censura postal e investigações, contatos com a CIA, além da Operação Condor. Muitos dos documentos coletados, desapareceram depois do desmonte do serviço.
Para se referir às gravações, o SNI utilizava o termo "dragão", gíria utilizada na seção de informação do Estado-Maior do Exército, que derivava de "distribuidor geral" (DG) - equipamento da companhia telefônica em que se procedia à intercepção. A palavra "dragão" também remetia ao texto da "degravação", no qual a vítima era identificada como "Alvo", seguido de um número. Nos documentos formais, porém, mencionava-se apenas a abreviatura DG. Segundo cálculos de Newton Cruz, os "dragões" ultrapassaram cinquenta escutas simultâneas, mas não passaram de cem. 
O SNI também teve ligações com a rede dos serviços ocidentais de informações. Em 1964, iniciou negociações com a CIA, o que resultou na Relação de Ligação entre o Serviço Nacional de Informações Brasileiro e o Serviço de Informações Americano - um documento de "sugestão para um acordo oral". A proposta da CIA era mandar para o Brasil um funcionário categorizado "para colaborar na montagem e no desenvolvimento do Serviço Brasileiro", e comprometia-se a "fornecer pistas operacionais específicas que se tornarem disponíveis a respeito de atividades subversivas no Brasil". O SNI, por outro lado, garantia a segurança e sigilo do material que recebesse, além de alimentar o órgão norte-americano com suas próprias informações a respeito da subversão esquerdista. 
É importante ressaltar que o SNI nunca foi um organismo politicamente neutro destinado a informar o presidente. Desde o início, funcionou como uma "assessoria política". Foi um órgão que nasceu para agir em silêncio, oferecendo o que a Presidência precisava. Cabia a ele, e não à liderança parlamentar ou ao Gabinete Civil, facilitar as negociações com a bancada no caso de uma votação atribulada no Congresso. No caso do Estatuto da Terra, por exemplo, o presidente Castello Branco recebia notícias e recados do general Geisel durante a votação, operando com uma lista de nomes em código fornecida pelo SNI. Nessa lista, o deputado Pedro Aleixo, líder na Câmara, era Araci; o senador Daniel Krieger, líder no Senado, era Gilda; e Bilac Pinto, presidente da Câmara, era Poncio.